# اچ‌ام‌اس سی۶
اچ‌ام‌اس سی۶ (به انگلیسی: HMS C6) یک زیردریایی بود که طول آن ۱۴۳ فوت ۲ اینچ (۴۳٫۶۴ متر) بود. این زیردریایی در سال ۱۹۰۶ ساخته شد.